# الاحتلال البرتغالي لوهران (1415)
الإحتلال البرتغالي لوهران في 14 أوت 1415م عمد الملك البرتغالي «جواو الأول» لاحتلال مدينة وهران التي كانت تابعة لمملكة تلمسان ودام حكمهم بها لغاية 1437م وعندما طردوا البرتغاليون منه، خضعت وهران للدولة الحفصية لتتحول إلى ملجأ كبير للمهاجرين الأندلسيين الذين تمركزوا بها وسيطروا على إدارتها واتخذوا ميناءها مركزا لأسطولهم ومراكبها البحرية التي كانوا يشنون بها غاراتهم الانتقامية والمضادة للبرتغاليين والأسبان في البحر وعلى الشواطئ الأندلسية ليحكمها سلطان غرناطة الخامس عشر «القشيري» الذي فر إليها وتولي حكمها حتى توفى، ثم استعاد«بنوزيان» سيطرتهم عليها ثانية.